# Andrena steini
Andrena steini is een vliesvleugelig insect uit de familie Andrenidae. De wetenschappelijke naam van de soort is voor het eerst geldig gepubliceerd in 2003 door Tadauchi & Xu.